# Walther Klemm
Walther Klemm, född 18 juni 1883 i Karlsbad, Österrike-Ungern, död 11 augusti 1957 i Weimar, var en tysk målare, grafiker och illustratör.
Walther Klemm kom till Tyskland i 25-årsåldern. Han var lärare i grafik vid konstskolan i Weimar. Han gjorde sig under inflytande av japansk konst känd för sina djurbilder i träsnitt. Senare övergick Klemm alltmer till en utpräglat dekorativ stil. Bland hans litografier märks sviterna Hamlet (16 blad, 1922) och Don Quixote (52 blad). Under den nationalsocialistiska eran var han en efterfrågad landskapsmålare. Han deltog i alla upplagor av Große Deutsche Kunstausstellung i München åren 1937–1944.